# Тілопа

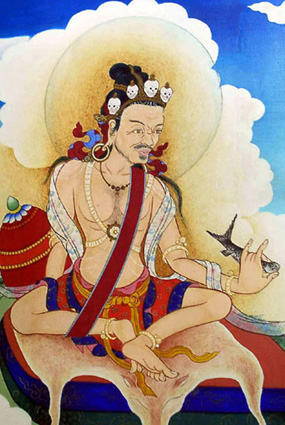
Тілопа

Тілопа (Тиб.; Санскрит: Talika, 988—1069) — індійський практик буддійської тантри та Махамудри. Він практикував методи Діамантового шляху (Ваджраяни) передані Буддою Шак'ямуні.
Його розглядають як людину — засновника лінії Каг'ю Тибетського буддизму, та, в дійсності, як Будду Ваджрадхару.
Він почав подорожувати Індією, отримуючи повчання від багатьох гуру:
- Від Сар'япи він вивчив туммо (внутрішнє тепло).
- Від Нагарджуни він отримав вчення ясного світла та ілюзорного тіла.
- Від Лавапи — йогу снів.
- Від Сухасіддхі — вчення життя, смерті та бардо (стану між життям та смертю) та переносу свідомості (пхова).
- Від Індрабхаті він навчився проникаючому баченню (праджна).
- Від Матангі — воскресінню мертвого тіла.

В медитації він досяг бачення Будди Ваджрадхари та, відповідно до легенди, Тілопі була безпосередньо передана чиста Махамудра. Після отримання передачі, Тілопа почав мандрувати та передавати вчення. Він призначив Наропу, свого найважливішого учня, своїм послідовником.

## Історія життя Тілопи
Тілопа народився в брахманській сім'ї в Бенгалії.
Згідно з Паво Цуклаку, коли Тілопа був ще дитиною, він мав видіння дакині, що сказала йому: «Я Ваджраварахі, твоя мати, Чакрасамвара — твій батько, а ти сам — Ваджрадхара». Лише набагато пізніше Тілопа був у змозі зрозуміти значення цього видіння.
Тілопа став бхікшу в монастирі Сомапурі та прийняв ім'я Праджнябхадра. Протягом декількох років він був зайнятий вивченням Махаяни, доки не вступив у Ваджраяну за допомогою іншої несподіваної зустрічі з дакинею, котра допомогла йому перебороти обмеженості надінтелектуалізованого підходу до Дхарми. Одного разу, коли Тілопа вивчав текст, він був перерваний появою дакіні в формі потворної жінки, яка зажадала, щоб він розказав їй про предмет своїх занять. Коли він відповів, що предмет — філософія Махаяни, відьма накинулася на нього зі словами: «В Махаяні багато слів, та перешкод багато; у Ваджраяні слів мало, та труднощів небагато». Як тільки дакиня вимовила ці слова, мандала Чакрасамвари (Демчок тиб. Вища Радість) з'явилася у небі перед Тілопою, і самі божества мандали дали йому абхішеку (посвячення). Тілопа був настільки вражений цією подією, що залишив монастир та в наступні роки став мандрівним йогіном, подорожуючим Індією. Від численних вчителів він отримав абхішеки, передачу тексту та усні пояснення, що складають «чотири лінії передачі»:
- передачу «батьківської тантри» через Сараху, Нагарджуну, Ар'ядеву, Чандракірті, Матангі, Тілопу;
- передачу Махамудри через Сараху, Луїпу[en], Тенгі, Даріку, Дакіню Шукрадхарі, Тілопу;
- передачу йоги сну та проміжного стану (бардо) через Домбі, Вінапу, Лавапу, Інрабхуті, Тілопу
- передачу йоги внутрішнього тепла (туммо) через Дакіню Суматі, Танглопу, Шинглопу, Карнаріпу, Джаландхарі, Кришначар'ю, Тілопу.

Після декількох років медитацій Тілопі його вчителем Матангі було наказано практикувати фазу «дії». Протягом наступних дванадцяти років він залишався в Бенгалії, заробляючи на життя вижимом кунжуту; від цього зайняття він і отримав ім'я «Тілопа»; в той самий час вночі він працював слугою у повії. Коли пройшов цей дванадцятирічний період, духовний розвиток Тілопи досягнув такого рівня, що компаньйони почали сприймати його в різних формах. Один бачив його як палаючу форму в центрі дванадцяти менших вогнів, другий бачив його як монаха, хтось — як йогіна, тоді як інші бачили його оточеним юрбою молодих жінок. Святкуючи свою реалізацію Тілопа співав:
|  | « Як масло — сутність кунжуту, Так природна мудрість — вроджена. Хоча вона є в серці усіх істот, Її не реалізувати, якщо не підкаже гуру.» |

Публіка, яка це почула, була того ж часу перенесена в царство дакінь.
Його реалізація дала йому сили для роботи з іншими, і Тілопа знову почав подорожувати Індією.
На заході він переміг не-буддійського йогіна Маті в змаганні з чародійства; тоді він скакав на леві та керував напрямком сонцю та луни, а також показав внутрішню частину свого тіла: там був космос.
На півдні він зіткнувся з теїстичним філософом, який в дебатах переміг багатьох буддійських вчених. Нездатний протистояти силі Тілопи, філософ звернувся до Буддизму та почав старанно практикувати методи та зрештою став сіддхою.
На сході Тілопа підкорив могутнього мага, який став його учнем та під час смерті досяг веселкового тіла. В Центральній Індії Тілопа навернув трактирника Сур'япрабху, перетворивши вино в нектар.
На півночі він поклав кінець серії вбивств, навернувши злочинців, які стали його учнями. У Срінагарі він втихомирив зухвалого музиканта, після чого той теж став його учнем. Повернувшись ще раз на південь, Тілопа переміг матеріалістичного філософа, пояснивши, що таке карма.
Трохи пізніше дакиня відкрила Тілопі, що він готовий до подорожі в країну дакінь. Вона сказала йому, що йому будуть необхідні три речі, щоб забезпечити собі успіх: скляна дробина, міст, зроблений з коштовностей, та ключ гострої трави. Тілопа без вагань пішов на ці пошуки, вступивши в самосущий палац Чакрасамвари в країні Удіяна, і виявив там, що його шлях перепинений групою м'ясоїдних дакінь. Не злякавшись, він переміг їх, за допомогою скляної драбини піднявшись на залізну стіну, що оточувала палац. Після цього він перетнув палацевий двір за допомогою коштовного моста. В цей момент Тілопа зустрів іншу групу дакінь, що з'явилися у вигляді жінок низьких каст; насправді вони були міністрами самої королеви. Переборовши їх, Тілопа використав ключ гострої трави та увійшов у палац, де отримав доступ до внутрішнього святилища королеви дакинь, Ваджрайогіні, «королеви дхармакайі». Тілопа увійшов у мандалу королеви, й вона негайно проголосила: «Ти — Чакрасамвара». Потім вона дала йому посвячення «вази», «таємниці», «мудрості» та «четверту». Під час кожного посвячення він отримував інструкції до всіх фаз практики. В доповнення до посвячень Тілопа отримав передачу вчень «ліній нашіптування».
У Тілопи було три головних учні: Наропа, Ріріпа та Кашоріпа, але, оскільки Марпі Лоцаві, тибетському засновнику традиції Каг'ю, передав повчання Наропа, тому він і є другою фігурою «прямої лінії».

## Шість слів порад
| # | Перший короткий буквальний переклад | Пізніший довший пояснюючий переклад     | Тибетська транслітерація |
| - | ----------------------------------- | --------------------------------------- | ------------------------ |
| 1 | Не повертай                         | Дозволь піти тому, що пройшло           | mi mno                   |
| 2 | Не мрій                             | Дозволь прийти тому, що може прийти     | mi bsam                  |
| 3 | Не думай                            | Дозволь йти тому, що відбувається зараз | mi shes                  |
| 4 | Не оцінюй                           | Не намагайся нічого осягнути            | mi dpyod                 |
| 5 | Не контролюй                        | Не намагайся змусити щось відбуватись   | mi sgom                  |
| 6 | Відпочивай                          | Розслабся прямо зараз та відпочивай     | rang sar bzhag           |

## Інструкції Махамудри
Тілопа також надав Наропі Інструкції Махамудри:
|  | Дурень в його неосвіченості нехтує Махамудрою, не розуміє нічого, але бореться в круговерті самсари. Май співчуття до тих, хто постійно страждає! Хто відчуває безжалісний біль та жадає звільнення, звертається до майстра, Коли його благословення торкнеться вашого серця, розум звільниться. |

## Прив'язаність та задоволення
Одне з найвідоміших та найважливіших тверджень, що приписують Тілопі, це: «Проблема не в задоволенні, проблема в при'язаності»

## Так казав Тілопа
«Так само, як небо спочиває без підтримки, Махамудра не має об'єкта. Розслабся в стані невигаданої природності. Втративши свої окови, ти без сумніву досягнеш звільнення.»